# Narcotique

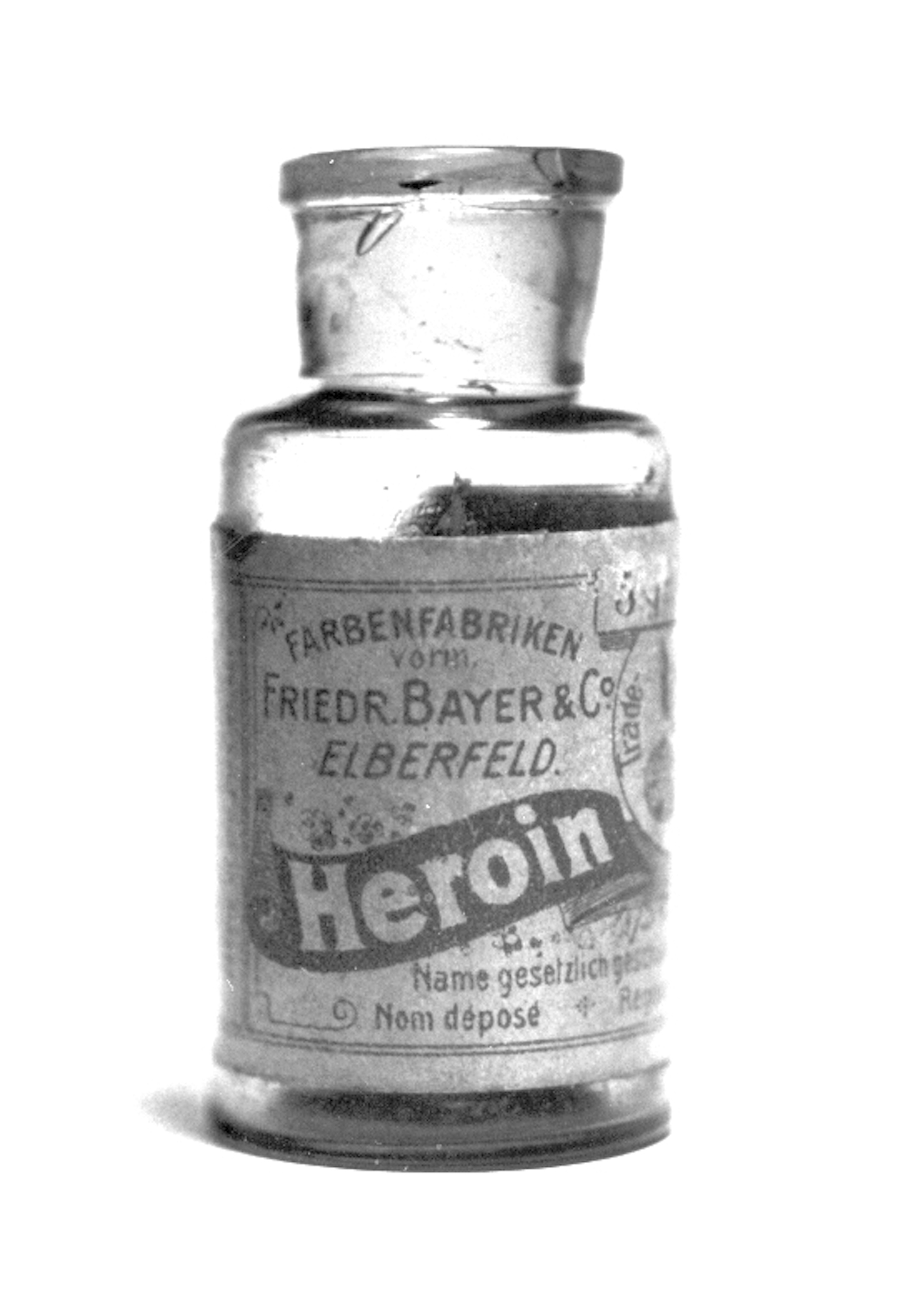
Héroïne.

Un narcotique (du grec νάρκη, torpeur) est une substance chimique capable d'induire, chez l'humain et chez l'animal, un état proche du sommeil et qui engourdit la sensibilité et ralentit la respiration. Ces produits sont cependant à distinguer des hypnotiques, sédatifs plus classiques utilisés comme somnifères, même si le terme narcotique peut parfois les inclure dans sa définition surtout dans un contexte historique.
Plus précisément il s'agit d'un groupe de dépresseurs, dérivés de l'opium ou présentant un profil pharmacologique similaire ; ils sont parfois désignés sous le terme de morphinique. Leur but premier est l'analgésie, mais ils sont fréquemment détournés pour leurs effets euphorisants,,. Les produits tels que la morphine, la codéine, le tramadol, les fentanyls et l'héroïne sont les narcotiques les plus communs. Historiquement, l'usage de la péthidine fut également fréquent. L'utilisation de la morphine comme médicament ou comme drogue récréative date de l'antiquité et a perduré durant le Moyen Âge jusqu'à sa fabrication industrielle au début des années 1800. Les narcotiques synthétiques apparaîtront majoritairement au cours du 20e siècle.  
Ils sont classés par l'OMS dans deux groupes différents (les paliers 2 et 3 des produits antalgiques), ce qui influence leurs conditions de prescription,. Les produits de palier 3 sont moins accessibles et réservés aux cas où les produits de palier 2 seraient insuffisants. 
Ces substances peuvent rapidement engendrer une toxicomanie et comportent un risque de surdose mortelle important.
Le sens du terme dans le discours vernaculaire a glissé et il s'utilise parfois comme synonyme de stupéfiant.
Le Dextromoramide, sans doute le narcotique le plus puissant à ce jour, autrefois libellé sous la spécialité pharmaceutique Palfium® a généré des milliers de cambriolages d'officine dans les années 70 et de vols d'ordonnanciers sécurisés, ceci en raison de la très forte addiction générant une souffrance psychique hystérique subséquemment à l'arrêt du traitement. Sa délivrance, devenue de plus en plus rare et de manière de plus en plus sécurisée, sous haute surveillance et contrôle médical en raison du danger potentiel affectant le patient dès la première prise, a finalement abouti à une forme de censure pharmaceutique avec la pression des autorités, l'arrêt de sa fabrication étant survenu à la fin des années 90.